# EA Sports

A EA Sports é uma divisão da Electronic Arts que desenvolve e publica jogos eletrônicos de esportes, e produz jogos nos Estados Unidos e no Canadá. A EA Sports produz desde 1993 jogos como FIFA, NBA Live, Madden NFL, F1, NHL, UFC, PGA Tour entre outros. O slogan da empresa é a frase "It's in the game", narrada pelo jornalista Andrew Anthony.

## Jogos atualmente distribuídos pela EA Sports
- EA Sports UFC
- EA Sports FC
- Madden NFL
- F1
- NHL
- PGA Tour
- Super Mega Baseball